# ورسز اویل
ورسز اویل (انگلیسی: Versus Evil) یک شرکت آمریکایی مستقل در انتشار صنعت بازی ویدئویی می باشد. این شرکت برای ۲۰ سال زیر مجموعه بتزدا سافت‌ورکز بود اما در سال ۲۰۱۴ اعلام استقلال کرد. این شرکت در کالیفرنیا، تگزاس و مریلند شعبه دارد. از بازی های منتشر شده توسط این شرکت می توان به آرمی‌کراگ اشاره کرد.